# Igreja Presbiteriana na Coreia (GaeHyuk I)
A Igreja Presbiteriana na Coreia (GaeHyuk I) - em coreano 대한예수교장로회(개혁) - é uma denominação presbiteriana reformada, formada na Coreia do Sul em 1979, por grupo dissidente da Igreja Presbiteriana na Coreia (HapDong).

## História
Em 1979, um grupo de igrejas se parou da Igreja Presbiteriana na Coreia (HapDong), exigindo reforma na administração e teologia da denominação.  Este grupo passou a se chamar Igreja Presbiteriana na Coreia (GaeHyuk)  - em coreano 대한예수교장로회(개혁) - que também pode ser traduzido como Igreja Presbiteriana Reformada na Coreia. 
Logo após o seu estabelecimento, a denominação se dividiu em vários grupos. Eles se reunificaram em 1985 e realizaram a primeira assembleia geral da denominação. Anos depois, a denominação se dividiu novamente em 3 grupos, que usavam o mesmo nome para se identificar. Em razão disso, estes grupos passaram a ser conhecidos como GaeHyuk I, GaeHyuk II e GaeHyuk III.
Em 1998, GaeHyuk I participou de uma fusão de 9 denominações presbiterianas (o que incluía a Igreja Presbiteriana na Coreia (HoHeon)). A época da unificação, a denominação resultante teria cerca de 5.000 igrejas.
Todavia, as denominações unificadas voltaram a se separar nos anos seguintes. 
Em 2005 a Igreja Presbiteriana na Coreia (GaeHyuk I) se reorganizou novamente, com cerca de 3.500 igrejas. 
No mesmo ano, A Igreja GaeHyuk III, sob a liderança do parte Park Hyeong, foi reabsorvida pela Igreja Presbiteriana na Coreia (HapDong).
Em 2011, a Igreja GaeHyuk II adotou a doutrina do modalismo ou "Teologia do Sotão", como é conhecida na Coreia do Sul. Desde então, esta denominação é considerada herética pelas denominações protestantes na Coreia do Sul.
Em 2023, a Igreja GaeHyuK I absorveu a Igreja Presbiteriana na Coreia (HapDongGaeHyuk).
Em 2024, a Igreja Presbiteriana na Coreia (GaeHyuk I) era o único grupo remanescente da Igreja Presbiteriana na Coreia (GaeHyuk) que não foi absorvida por outra denominação e continua a defender as doutrinas protestantes tradicionais. Em 2024, era uma das maiores denominações do país com mais de 4.467 igrejas em 2024.

## Doutrina
A denominação subscreve a Confissão de Fé de Westminster, o Credo dos Apóstolos e se opõe a ordenação de mulheres.

## Relações intereclesiáticas
A denominação é membro do Concílio de Igrejas Presbiterianas na Coreia.